# Popis hrvatskih šahovskih velemajstora
Popis hrvatskih šahista s naslovom velemajstora sadrži imena šahista i šahistica s naslovom velemajstora, odnosno velemajstorica (GM) te ženskih velemajstorica (WGM) u klasičnom šahu, velemajstora i velemajstorica (GM) te ženskih velemajstorica (WGM) u dopisnom šahu, velemajstora i velemajstorica (GM) u
problemskom šahu. Naslov počasnog velemajstora (HGM), ima tek svega nekoliko istaknutih šahista koji za života nisu uspjeli ovojiti naslov; među njima nema hrvatskih. 
Popis nije potpun.

## Klasični šah
██ najmanja/najveća starost kod dobivanja titule; standardna i počasna

### Velemajstori (GM)
| Igrači               | Godina rođenja | Godina smrti | Velemajstor od godine | Napomene                      |
| -------------------- | -------------- | ------------ | --------------------- | ----------------------------- |
| Anić, Darko          | 1957.          |              | 2001.                 | Igrao i za Francusku.         |
| Bosiočić, Marin      | 1988.          |              | 2008.                 |                               |
| Brkić, Ante          | 1988.          |              | 2007.                 |                               |
| Cebalo, Mišo         | 1945.          | 2022.        | 1985.                 |                               |
| Cvitan, Ognjen       | 1961.          |              | 1987                  |                               |
| Damjanović, Mato     | 1927.          | 2011.        | 1964.                 |                               |
| Dizdar, Goran        | 1958.          |              | 1991.                 |                               |
| Dizdarević, Emir     | 1958.          |              | 1988.                 | I za Bosnu i Hercegovinu.     |
| Ferčec, Nenad        | 1961.          |              | 2007.                 |                               |
| Fuderer, Andrija     | 1931.          | 2011.        | 1990.                 | I za Belgiju. Počasni naslov. |
| Hulak, Krunoslav     | 1951.          | 2015.        | 1976.                 |                               |
| Janković, Alojzije   | 1983.          |              | 2006.                 |                               |
| Jovanić, Ognjen      | 1978.          |              | 2007.                 |                               |
| Jovanović, Zoran     | 1979.          |              | 2006.                 |                               |
| Klarić, Zlatko       | 1956.          |              | 1983.                 |                               |
| Komljenović, Davorin | 1944.          |              | 1991.                 |                               |
| Kovačević, Vlatko    | 1942.          |              | 1976.                 |                               |
| Kožul, Zdenko        | 1966.          |              | 1989.                 | I Bosna i Hercegovina.        |
| Kuljašević, Davorin  | 1986.          |              | 2010.                 |                               |
| Kurajica, Bojan      | 1947.          |              | 1974.                 | I Bosna i Hercegovina.        |
| Lalić, Bogdan        | 1964.          |              | 1988.                 | I Engleska.                   |
| Leventić, Ivan       | 1970.          |              | 2005.                 |                               |
| Livaić, Leon         | 2000.          |              | 2022.                 |                               |
| Marović, Dražen      | 1938.          |              | 1975.                 |                               |
| Martinović, Saša     | 1991.          |              | 2011.                 |                               |
| Minić, Dragoljub     | 1937.          | 2005.        | 1991.                 | Počasni naslov.               |
| Muše, Mladen         | 1963.          |              | 2001.                 | I za Njemačku.                |
| Nemet, Ivan          | 1943.          | 2007.        | 1978.                 | I za Švicarsku.               |
| Nikolac, Juraj       | 1932.          |              | 1979.                 |                               |
| Palac, Mladen        | 1971.          |              | 1993.                 |                               |
| Pavasović, Duško     | 1976.          |              | 1999.                 | I za Sloveniju.               |
| Rogić, Davor         | 1971.          |              | 2006.                 |                               |
| Šarić, Ante          | 1984.          |              | 2007.                 |                               |
| Šarić, Ivan          | 1990.          |              | 2008.                 |                               |
| Sermek, Dražen       | 1969.          |              | 1994.                 | I za Sloveniju.               |
| Stević, Hrvoje       | 1980.          |              | 2002.                 |                               |
| Šulava, Nenad        | 1962.          | 2019.        | 2000.                 |                               |
| Udovčić, Mijo        | 1920.          | 1984.        | 1962.                 |                               |
| Žaja, Ivan           | 1965.          |              | 2001.                 |                               |
| Zelčić, Robert       | 1965.          |              | 1997.                 |                               |

### Ženske velemajstorice (WGM)
| Igračica             | Godina rođenja | Godina smrti | Velemajstor od godine | Napomene                |
| -------------------- | -------------- | ------------ | --------------------- | ----------------------- |
| Golubenko, Valentina | 1990.          |              | 2007.                 | I za Rusiju i Estoniju. |
| Medić, Mirjana       | 1964.          |              | 1999.                 |                         |
| Stock, Lara          | 1992.          |              | 2008.                 | I za Njemačku.          |

## Dopisni šah

### Velemajstori (GM)
| Igrači             | Godina rođenja | Godina smrti | Velemajstor od godine | Napomene       |
| ------------------ | -------------- | ------------ | --------------------- | -------------- |
| Keglević, Pavao    | 1940.          |              | 1978.                 | + majstor FIDE |
| Krivić, Davor      | 1943.          |              | 2008.                 |                |
| Ljubičić, Leonardo | 1966.          |              | 2011.                 |                |

### Ženske velemajstorice (LGM)
| Igračica     | Godina rođenja | Godina smrti | Velemajstor od godine | Napomene |
| ------------ | -------------- | ------------ | --------------------- | -------- |
| Zelčić, Maja | 1967.          |              | 2005.                 |          |

## Problemski šah

### Velemajstori šahovske kompozicije
| Igrači             | Godina rođenja | Godina smrti | Velemajstor od godine | Napomene |
| ------------------ | -------------- | ------------ | --------------------- | -------- |
| Bartolović, Hrvoje | 1932.          | 2005.        | 1980.                 |          |
| Petrović, Nenad    | 1907.          | 1989.        | 1976.                 |          |

### Velemajstori rješavanja šahovskih problema
| Igrači           | Godina rođenja | Godina smrti | Velemajstor od godine | Napomene |
| ---------------- | -------------- | ------------ | --------------------- | -------- |
| Filipović, Marko | 1982.          |              | 2017.                 |          |

## Muški i ženski velemajstor
Važno je napraviti distinkciju između pojma velemajstor i ženski velemajstor. Prvi, "muški" naslov odnosi se na bilo kojeg šahista (ili šahisticu) koji zadovolji normu velemajstora. Naslov ženski velemajstor mogu osvojiti isključivo žene i uvjeti za dobivanje titule znatno su slabiji i otprilike jednaki onima za naslov FIDE majstora (treća po redu "muška" šahovska titula). Također, u šahu se pod "muškom konkurencijom" obuhvaća pojam otvorenoga turnira na kome može nastupati svatko.